# Ye'kuana
Gli Ye'kuana  sono un gruppo etnico del Brasile e del Venezuela.

## Lingua
Parlano la lingua Ye'kuana, lingua che appartiene alla famiglia linguistica Karib. Si auto-identificano con il termine So'to, che può essere tradotto come "popolo". Il termine Ye'kuana, invece, può essere tradotto con "persone della canoa" o anche "gente del ramo nel fiume".

## Insediamenti
Vivono negli stati brasiliani di Amazonas e Roraima e in Venezuela. La maggior parte vive in Venezuela mentre le comunità in Brasile sono tre e sono stanziate sulle rive dei fiumi Auaris e Uraricoera, al confine con il Venezuela.

## Altro
Documenti e testimonianze materiali di questa popolazione, raccolti dal missionario Dino Grossa, sono conservati presso i Musei del Seminario vescovile di Treviso.